# San José (Tinián)
San José es la localidad más grande de la isla de Tinián, en las Islas Marianas del Norte, un territorio de Estados Unidos. Está situado en la costa sur de la isla, cerca del principal puerto. Posee varias playas conocidas entre las que se encuentran la playa Kammer, la playa Taga y la playa Tachogna.
En ella hoy vive la mayoría de la población de Tinián, alrededor de 1000 personas. Sin embargo, San José se encuentra cerca de un antiguo asentamiento que podría haber albergado entre 12 000 y 15 000 personas.